# Низовое (Красногвардейский район)
Низово́е (до 1948 года Но́вые Теленчи́; укр. Низове, крымскотат. Yañı Tilençi, Янъы Тиленчи) — исчезнувшее село в Красногвардейском районе Республики Крым. Располагалось на юго-востоке района, в степной части Крыма, на левом берегу в нижнем течении реки Бурульча, примерно в 1,5 км к северу от села Пологи и в 3,5 км к западу от Найдёновки.

## История
Немецкая меннонитская колония Ней-Теленчи (чаще применялось название Новые Теленчи) была основана на землях Зуйской на 1300 десятинах, а после земской реформы 1890 года — Табулдинской волости Симферопольского уезда в 1887 году, но в «…Памятной книжке Таврической губернии на 1892 год» ещё не записана. В «…Памятной книжке Таврической губернии на 1900 год» числится, как хутор Ново-Теленчи с 19 жителями в 4 дворах. В 1911 году население составило 88 человек. По Статистическому справочнику Таврической губернии. Ч.II-я. Статистический очерк, выпуск шестой Симферопольский уезд, 1915 год, в деревне Новые Теленчи (Гроссен И. Я., Сабель Г. И., Гольдербайн И. В. и Рамхен Г. Г.) Табулдинской волости Симферопольского уезда числилось 4 двора с немецким населением в количестве 38 человек приписных жителей и 41 — «посторонних», из которых 49 мужчин и 30 женщин. Жители владели 1210 десятинами удобной земли. В хозяйствах имелось 57 лошадей, 92 вола, 19 коров и 40 голов мелкого скота.
После установления в Крыму Советской власти и учреждения 18 октября 1921 года Крымской АССР, в составе Симферопольского уезда был образован Биюк-Онларский район, в состав которого включили село. В 1922 году уезды получили название округов. 11 октября 1923 года, согласно постановлению ВЦИК, в административное деление Крымской АССР были внесены изменения, в результате которых был ликвидирован Биюк-Онларский район и село включили в состав Симферопольского. в национализированном имении был создан одноимённый совхоз. Согласно Списку населённых пунктов Крымской АССР по Всесоюзной переписи 17 декабря 1926 года, в совхозе Теленчи, Табулдинского сельсовета Симферопольского района, числилось 26 дворов, из них 23 крестьянских, население составляло 52 человека, из них 14 украинцев, 17 русских, 14 украинцев, 6 татар, 1 эстонец, 14 записаны в графе «прочие». Постановлением КрымЦИКа от 15 сентября 1930 года был вновь создан Биюк-Онларский район (указом Президиума Верховного Совета РСФСР № 621/6 от 14 декабря 1944 года переименованный в Октябрьский), теперь как национальный (лишённый статуса национального постановлением Оргбюро ЦК КПСС от 20 февраля 1939 года) немецкий, село включили в его состав. По данным всесоюзной переписи населения 1939 года в селе проживало 114 человек.
После освобождения Крыма от нацистов в апреле, 12 августа 1944 года было принято постановление № ГОКО-6372с «О переселении колхозников в районы Крыма», по которому в район из Винницкой и Киевской областей переселялись семьи колхозников. С 25 июня 1946 года селение в составе Крымской области РСФСР. Указом Президиума Верховного Совета РСФСР от 18 мая 1948 года, Новые Теленчи переименовали в деревню Низовая. 26 апреля 1954 года Крымская область была передана из состава РСФСР в состав УССР. Время включения в Колодезянский сельсовет пока не установлено: на 15 июня 1960 года село уже числилось в его составе. Указом Президиума Верховного Совета УССР «Об укрупнении сельских районов Крымской области», от 30 декабря 1962 года, Низовое присоединили к Красногвардейскому району. По данным переписи 1989 года в селе проживало 28 человек. С 12 февраля 1991 года село в восстановленной Крымской АССР, 26 февраля 1992 года переименованной в Автономную Республику Крым. Ликвидировано 19 ноября 2008 года.

### Динамика численности населения
| - 1900 год — 19 чел. - 1911 год — 88 чел. - 1915 год — 38/41 чел. | - 1926 год — 52 чел. - 1939 год — 114 чел. - 1989 год — 28 чел. |